# 加利西亞廣場 (基輔)

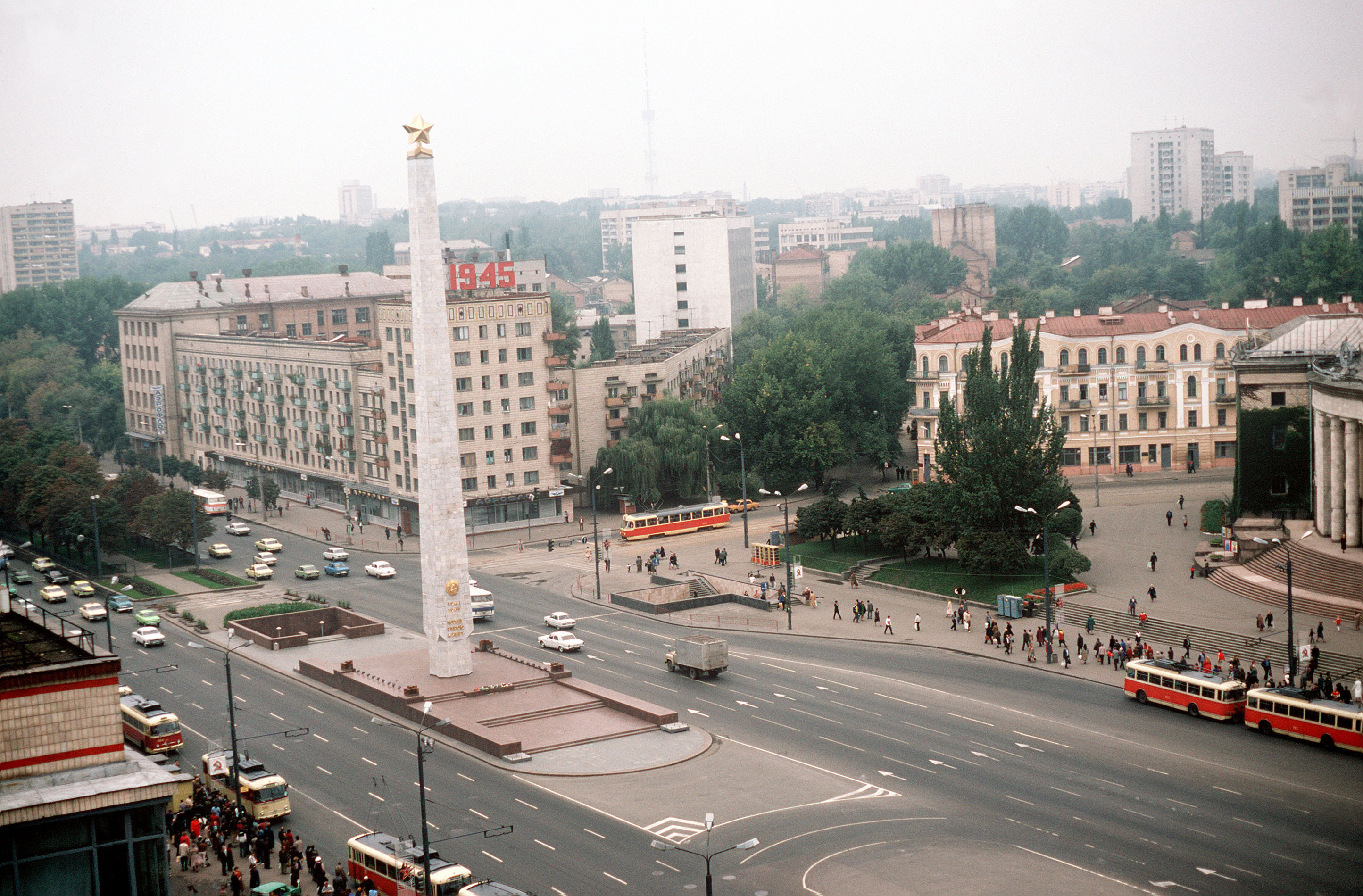
1985年的胜利广场

加利西亞广场（羅馬化：Halytska Ploshcha），舊稱勝利廣場，是乌克兰首都基辅的一个大型广场。塔拉斯·舍甫琴科大道、胜利大街（Peremohy prospect）等街道汇聚于此。广场上有30米高的胜利纪念碑，胜利大街两侧还有两座建筑顶部分别标有“1939”和“1945”两个年份，以纪念第二次世界大戰的胜利。
从1869年至1952年该广场称为加利西亚广场（烏克蘭語：Галицька площа）。在1950年代之前这一地区又称为犹太市场（Yevbaz）。犹太市场在1940年代末遭拆除。
1952年至2023年期間，該廣場稱為勝利廣場。
2023年2月9日，基輔市議會通過決議，將廣場重新命名為加利西亚广场（烏克蘭語：Галицька площа）。 
2023年9月15日，基輔市政府表示，已經拆除基輔勝利廣場的勝利紀念碑上的蘇聯標誌，包括在紀念碑的側面移除紅星和俄語註釋，並將紀念碑上的日期由「1941年」改為「1939年」，主要是烏克蘭歷史學家認為1939年才是第二次世界大戰正式開始的一年。
加利西亞廣場有许多苏式小巴、电车，公共汽车和无轨电车经过。